# Luciano Re Cecconi
Luciano Re Cecconi (Nerviano, 1 de dezembro de 1948 - Roma, 18 de janeiro de 1977) foi um futebolista italiano que atuava como meio-campista.

## Carreira
Re Cecconi iniciou a carreira profissional em 1967, no Pro Patria, jogando 36 partidas até 1969, quando assinou com o Foggia, então na Segunda Divisão nacional. Tendo ajudado a equipe pugliese a subir para a Série A em 1970, foi, juntamente com o técnico Tommaso Maestrelli, para a Lazio em 1972.
Nas 5 temporadas pelos biancocelesti, o "L'Angelo Biondo" ("anjo loiro", em português) destacou-se, disputando 109 partidas até 1977. Com o afastamento de Maestrelli para que ele tratasse um câncer no fígado, a Lazio caiu de rendimento e Re Cecconi mostrou-se importante para a manutenção do clube na Série A, marcando o gol decisivo contra o Como na última rodada do Campeonato de 1975-76. 
Uma grave lesão sofrida diante do Bologna, aliada à morte do ex-técnico Maestrelli, abalaram o ambiente laziale, que ficou em quinto lugar na edição 1976-77.

## Seleção Italiana
Re Cecconi fez parte do elenco da Seleção Italiana de Futebol na Copa de 1974, não entrando em campo durante a campanha da Azzurra, que amargou a eliminação na fase de grupos. O meio-campista disputou apenas 2 jogos pela seleção, ainda em 1974.

## Falecimento
Morreu aos 28 anos, após fingir em uma brincadeira roubar um amigo em uma joalheria de Roma, em janeiro de 1977. O proprietário do local, Bruno Tabocchini, atingiu Re Cecconi com um tiro, e também alvejou o zagueiro Pietro Ghedin. Acusado de homicídio, o joalheiro alegou legítima defesa e foi absolvido.